# Heinrich von Stöffeln

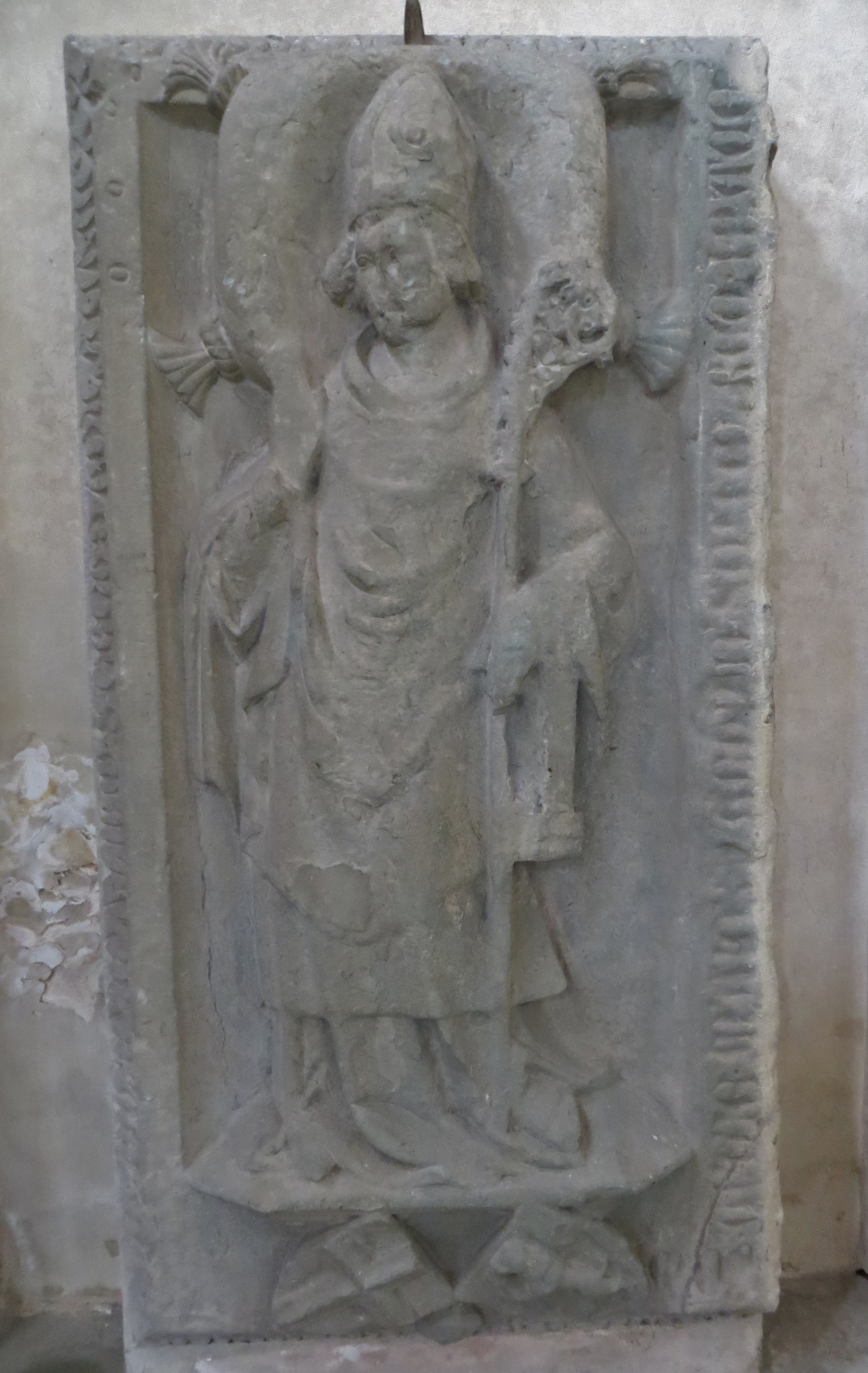
Grabstein des Abts Heinrich von Stöffeln im Reichenauer Münster

Heinrich von Stöffeln (1368 erstmals erwähnt; † 8. November 1383 in Reichenau) war von 1379 bis 1383 Abt des Klosters Reichenau.

## Leben und Wirken
Heinrich von Stöffeln entstammte dem edelfreien Adelsgeschlecht der Freiherren von Stöffeln, die ihren Stammsitz auf Burg Stöffeln auf dem Stöffelberg bei Gönningen südlich von Tübingen hatten. Sein Bruder Kuno war Abt des Klosters St. Gallen, seine Schwester Elisabeth Äbtissin des Zisterzienserinnenklosters Heiligkreuztal.
Heinrich war seit 1368 Konventuale im Kloster Reichenau, bevor er nach dem Tod von Abt Eberhard von Brandis zu dessen Amtsnachfolger gewählt wurde. Sein knapp vierjähriges Abbatiat wurde bis ins 18. Jahrhundert angezweifelt, obwohl er in zahlreichen Quellen erwähnt und in Originalurkunden als „Abt von Gottes und des Apostolischen Stuhls Gnaden“ bezeichnet wird.
Heinrich von Stöffeln führte im Frühjahr 1380 seine erste Belehnung durch und bestätigte 1381 das Stadtrecht von Radolfzell. 1381 trat er in das Burgrecht der Stadt Konstanz ein.
Heinrichs Regierungszeit fiel in die Zeit des Schismas. Er vermied es jedoch, für einen der beiden Päpste Stellung zu beziehen und hielt seinen Konvent damit vorerst aus dem innerkirchlichen Konflikt zwischen den Päpsten Urban VI. und Clemens VII. heraus.
Abt Heinrich von Stöffeln verstarb am 8. November 1383 und wurde im Querschiff des Marienchors im Reichenauer Münster beigesetzt.